# Pilomecyna
Pilomecyna is een kevergeslacht uit de familie van de boktorren (Cerambycidae). De wetenschappelijke naam van het geslacht werd voor het eerst geldig gepubliceerd in 1940 door Breuning.

## Soorten
Pilomecyna omvat de volgende soorten:
- Pilomecyna excavata Breuning, 1940
- Pilomecyna flavolineata Breuning, 1957
- Pilomecyna griseolineata Breuning, 1957
- Pilomecyna grisescens Breuning, 1980
- Pilomecyna longeantennata Breuning, 1942
- Pilomecyna serieguttata (Fairmaire, 1899)